# 月曜プレミア8
『月曜プレミア8』（げつようプレミアエイト）は、テレビ東京系列で、2020年4月13日から2025年3月31日まで放送されていた2時間ドラマを中心とした単発特別番組枠。
放送時間は、毎週月曜日の20:00 - 21:54（JST）。

## 概要
テレビ東京系列では、2017年3月まで『水曜エンタ』（『水曜ミステリー9』を一企画扱い）を放送していたものの、同番組終了後はレギュラーの2時間ドラマ枠が3年間空白となっていた。2020年4月改編において、『水曜エンタ』以来3年ぶりに、2時間ドラマ枠ならびに単発特別番組枠が復活することが決定した。また、月曜20・21時台の単発特別番組枠は、『月曜プレミア!』以来8年ぶりとなる。これまでのレギュラーの2時間ドラマ枠「水曜ミステリー9」では、尺長が21:00 - 22:48枠の108分での放送だったが、当番組では『水曜女と愛とミステリー』が終了して以来15年ぶりに尺長が6分拡大され、20:00 - 21:54枠の114分になった。
2時間ドラマ（サスペンスもの）を中心に構成され、本番組開始前に20時台でレギュラー放送されていた『世界!ニッポン行きたい人応援団』は、本番組内で月1 - 2回の不定期放送として継続される。21時台の『世界ナゼそこに?日本人 〜知られざる波瀾万丈伝〜』については、番組タイトルを『ナゼそこ?』に改題の上、木曜21:00 - 21:54枠に変更した。初回は『世界!ニッポン行きたい人応援団』の3時間スペシャルを、20:00 - 22:48枠で放送した。
2020年4月27日・5月4日放送分は、2週連続で追悼企画へと差し替えた（後述）。
2021年2月15日 - 3月8日までの4週、同時間帯にてスペシャルドラマ『神様のカルテ』（1話2時間×4回）を放送のため、「月曜プレミア8」としては休止。
2021年10月改編で、同年9月9日にレギュラー放送を終了した『主治医が見つかる診療所』が、当枠での不定期放送に移行。バラエティ企画に加わった。
2023年10月現在、民放地上波では唯一新作の2時間ドラマが作られている。ただし2022年以降制作ペースが月1になったことやその中に連続ドラマのスペシャル版も含まれ実質的な制作数はさらに減ることからか2023年10月19日フジテレビ系で放送された『私のバカせまい史』では2時間ドラマは2021年の月曜プレミア8を持って絶滅したと
紹介された。2023年10月の放送を最後に新作が放送されていなかったが、2024年4月に再開した。
2025年4月改編により、20時台に『JAPANをスーツケースにつめ込んで!〜世界に日本を持ってった〜』、21時台には、20時台の前番組かつ当番組内での不定期放送となっていた『世界!ニッポン行きたい人応援団』が、20時54分からのレギュラー番組放送に変更され、同年3月31日で終了した。
『主治医が見つかる診療所』は2025年4月以降も不定期放送で継続。
2025年6月30日、ドラマスペシャル「TOKAGE 警視庁特殊犯捜査係」を月曜プレミア8終了後、初の2時間ドラマを放送した。

## 放送内容

### テレビドラマ

#### シリーズ作品（水曜女と愛とミステリーから）
- さすらい署長 風間昭平 原作：中津文彦 主演：北大路欣也[13]
- 警視庁強行犯係・樋口顕[注 2] 原作：今野敏 主演：内藤剛志

#### シリーズ作品（水曜ミステリー9から）
- 嫌われ監察官 音無一六〜警察内部調査の鬼〜[注 3] 主演：小日向文世
- 駐在刑事[注 4] 原作：笹本稜平 主演：寺島進

#### シリーズ作品（本枠から）
- 今野敏サスペンス 機捜235 原作：今野敏 主演：中村梅雀・平岡祐太
- 内田康夫サスペンス 新・信濃のコロンボ 原作：内田康夫 主演：伊藤淳史[14][15][16]
- 再雇用警察官 原作：姉小路祐 主演：高橋英樹[17]
- 十津川警部の事件簿 原作：西村京太郎 主演：船越英一郎[18][19]
- 小杉健治サスペンス 当番弁護士 梶原藤子の事件ファイル 原作：小杉健治 主演：松下由樹[20]
- 女王の法医学〜屍活師〜 原作：杜野亜希 主演：仲間由紀恵[21]
- 船橋署刑事課・香山亮介シリーズ 原作：翔田寛 主演：小泉孝太郎
- 浅見光彦シリーズ 原作：内田康夫 主演：岩田剛典
- 大川と小川シリーズ 主演：松重豊、濱田岳[22]

#### シリーズ作品（金曜8時のドラマから）
- 警視庁ゼロ係〜生活安全課なんでも相談室〜 主演：小泉孝太郎[23]
- 記憶捜査〜新宿東署事件ファイル〜 主演：北大路欣也[24][25][26][27][28]

#### 単発作品
- 越境捜査 原作：笹本稜平 主演：高橋克典（2020年4月20日） - 本番組における2時間ドラマ枠としては初回放送[29][30]。
- ドラマスペシャル 堂場瞬一サスペンス ラストライン 刑事 岩倉剛[31] 原作：堂場瞬一 主演：村上弘明（2020年6月29日、14分拡大・20:00 - 22:08）[32][33][34]
- 警視庁遺失物捜査ファイル 主演：貫地谷しほり（2020年8月24日）[35]
- 誉田哲也サスペンス ドンナ ビアンカ〜刑事 魚住久江〜 原作：誉田哲也 主演：檀れい（2020年10月5日）
- 横山秀夫サスペンス 沈黙のアリバイ 原作：横山秀夫 主演：仲村トオル（2020年10月26日）[36]
- 横山秀夫サスペンス モノクロームの反転 原作：横山秀夫 主演：岸谷五朗（2020年11月9日）[36]
- ドラマスペシャル 作家刑事 毒島真理 原作：中山七里 主演：佐々木蔵之介（2020年11月30日）
- 今野敏サスペンス 警視庁臨海署安積班 原作：今野敏 主演：寺脇康文（2021年2月8日）
- ハクタカ 白鷹雨音の捜査ファイル 原作：梶永正史 主演：真木よう子（2021年3月22日）[37]
- 脳科学弁護士 海堂梓 ダウト 主演：松下奈緒（2021年4月12日）[38][39][40]
- 病院の治しかた〜スペシャル〜主演：小泉孝太郎（2021年7月26日）
- 横山秀夫サスペンス 第三の時効 原作：横山秀夫 主演：松重豊（2021年11月29日）
- 横山秀夫サスペンス ペルソナの微笑 原作：横山秀夫 主演：風間俊介 （2023年1月23日）
- バンカケ〜警視庁自動車警ら隊 主演：上川隆也（2023年3月27日）[41]
- 神の手 原作：望月諒子 主演：吉岡里帆（2023年5月15日）[42]
- 警視庁追跡捜査係-交錯- 原作：堂場瞬一 主演：遠藤憲一、高橋克典（2023年8月7日）[43]

#### 追悼（再放送）
- 岡江久美子さん追悼特別番組 密会の宿9 宝石の甘い罠[注 5] 原作：佐野洋 主演：岡江久美子（2020年4月27日）[44][4]
- 志賀廣太郎さん追悼ドラマ 三匹のおっさん3〜正義の味方、みたび!!〜最終話「3匹のおっさん最後の大成敗」2時間SP[注 6] 原作：有川浩 主演：北大路欣也・泉谷しげる・志賀廣太郎（2020年5月4日）[45][5]

### バラエティ
- 世界!ニッポン行きたい人応援団 - 月2 - 3回の不定期放送。
- 主治医が見つかる診療所 - 不定期放送。
- 0.1%の奇跡!逆転無罪ミステリー[注 7][注 8]（2020年9月21日）
- プロの家は凄いはず!（2021年9月20日）
- 秘境のガソリンスタンドに3日間密着してみたら?（2022年5月9日）
- 隠れすぎ名店検索バラエティ 「すみません、ココやってますか?」（2021年9月19日）

## 放送予定が変更された作品
- 今野敏サスペンス 機捜235 - 第1作は2020年4月27日に放送予定であったが、3日前倒し・独立する形で4月24日に放送した[46]。

## ネット局
| 放送対象地域   | 放送局                | 系列           | 放送日時           | 放送期間        | 参考       |
| -------------- | --------------------- | -------------- | ------------------ | --------------- | ---------- |
| 関東広域圏     | テレビ東京（TX）      | テレビ東京系列 | 月曜 20:00 - 21:54 | 2020年4月13日 - | 制作局     |
| 北海道         | テレビ北海道（TVh）   | テレビ東京系列 | 月曜 20:00 - 21:54 | 2020年4月13日 - | 同時ネット |
| 愛知県         | テレビ愛知（TVA）     | テレビ東京系列 | 月曜 20:00 - 21:54 | 2020年4月13日 - | 同時ネット |
| 大阪府         | テレビ大阪（TVO）     | テレビ東京系列 | 月曜 20:00 - 21:54 | 2020年4月13日 - | 同時ネット |
| 岡山県・香川県 | テレビせとうち（TSC） | テレビ東京系列 | 月曜 20:00 - 21:54 | 2020年4月13日 - | 同時ネット |
| 福岡県         | TVQ九州放送（TVQ）    | テレビ東京系列 | 月曜 20:00 - 21:54 | 2020年4月13日 - | 同時ネット |
| 岐阜県         | 岐阜放送（GBS）       | 独立局         | 月曜 20:00 - 21:54 | 2020年4月13日 - | 同時ネット |
| 滋賀県         | びわ湖放送（BBC）     | 独立局         | 月曜 20:00 - 21:54 | 2020年4月13日 - | 同時ネット |
| 奈良県         | 奈良テレビ（TVN）     | 独立局         | 月曜 20:00 - 21:54 | 2020年4月13日 - | 同時ネット |
| 和歌山県       | テレビ和歌山（WTV）   | 独立局         | 月曜 20:00 - 21:54 | 2020年4月13日 - | 同時ネット |

- 三重テレビを除く独立局では、通常時同時ネットではあるが、あくまで番販ネットであるため、自主編成のために臨時非ネットとすることがある。